# Indonesië op de Olympische Zomerspelen 1976
Indonesië nam deel aan de Olympische Zomerspelen 1976 in Montréal, Canada. Net als tijdens de vijf eerdere deelnames werd geen medaille gewonnen.

## Deelnemers en resultaten
(m) = mannen, (v) = vrouwen 

### Atletiek
| Olympiër            | Discipline | Resultaat | Prestatie             |
| ------------------- | ---------- | --------- | --------------------- |
| Carolina Rieuwpassa | 100m (v)   | 34e       | serie 4: 7de in 11,98 |
| Carolina Rieuwpassa | 200m (v)   | 31e       | serie 3: 7de in 24,86 |

### Boksen
| Olympiër              | Discipline  | Resultaat | Prestatie                                                                               |
| --------------------- | ----------- | --------- | --------------------------------------------------------------------------------------- |
| Syamsul Anwar Harahap | -63,5kg (m) | 9e        | 1ste ronde: vrij 2de ronde: W van GHA Tahiru: walk-over 3de ronde: V van ROU Cuțov: 0-5 |
| Frans van Bronckhorst | -67kg (m)   | 17e       | 1ste ronde: vrij 2de ronde: V van AUS Dauer: 0-5                                        |

### Boogschieten
| Olympiër          | Discipline      | Resultaat | Prestatie                                                                             |
| ----------------- | --------------- | --------- | ------------------------------------------------------------------------------------- |
| Donald Pandiangan | individueel (m) | 19e       | 1ste ronde: 11de met 1191 punten 2de ronde: 26ste met 1162 punten totaal: 2353 punten |
|                   |                 |           |                                                                                       |
| Donald Pandiangan | individueel (v) | 9e        | 1ste ronde: 15de met 1134 punten 2de ronde: 4de met 1218 punten totaal: 2352 punten   |

### Gewichtheffen
| Olympiër        | Discipline  | Resultaat | Prestatie                                                     |
| --------------- | ----------- | --------- | ------------------------------------------------------------- |
| Warino Lestanto | -67,5kg (m) | 17e       | trekken: 20ste met 110kg stoten: 15de met 145kg totaal: 255kg |

### Zwemmen
| Olympiër    | Discipline           | Resultaat | Prestatie                |
| ----------- | -------------------- | --------- | ------------------------ |
| Kris Sumono | 100m vrije slag (m)  | 38e       | serie 2: 7de in 55,50    |
| Kris Sumono | 200m vrije slag (m)  | 48e       | serie 1: 7de in 2.01,12  |
| Kris Sumono | 400m vrije slag (m)  | 42e       | serie 2: 7de in 4.17,48  |
| Kris Sumono | 1500m vrije slag (m) | 29e       | serie 2: 6de in 17.09,17 |

Amerikaanse Maagdeneilanden · Andorra · Antigua en Barbuda · Argentinië · Australië · Bahama's · Barbados · België · Belize · Bermuda · Bolivia · Bondsrepubliek Duitsland · Brazilië · Bulgarije · Canada · Chili · Colombia · Costa Rica · Cuba · Denemarken · Dominicaanse Republiek · Duitse Democratische Republiek · Ecuador · Egypte · Fiji · Filipijnen · Finland · Frankrijk · Griekenland · Groot-Brittannië · Guatemala · Haïti · Honduras · Hongarije · Hongkong · Ierland · IJsland · India · Indonesië · Iran · Israël · Italië · Ivoorkust · Jamaica · Japan · Joegoslavië · Kaaimaneilanden · Kameroen · Koeweit · Libanon · Liechtenstein · Luxemburg · Maleisië · Marokko · Mexico · Monaco · Mongolië · Nederland · Nederlandse Antillen · Nepal · Nicaragua · Nieuw-Zeeland · Noord-Korea · Noorwegen · Oostenrijk · Pakistan · Panama · Papoea-Nieuw-Guinea · Paraguay · Peru · Polen · Portugal · Puerto Rico · Roemenië · San Marino · Saoedi-Arabië · Senegal · Singapore · Sovjet-Unie · Spanje · Suriname · Thailand · Trinidad en Tobago · Tsjecho-Slowakije · Tunesië · Turkije · Uruguay · Venezuela · Verenigde Staten · Zuid-Korea · Zweden · Zwitserland